# Iphikozulu kwayayaensis

Iphikozulu kwayayaensis (лат.) — ископаемый вид насекомых, единственный в составе монотипического рода Iphikozulu из семейства Chaulioditidae (отряд Grylloblattida). Пермский период (KwaYaya, Emakwezini Formation, чансинский ярус, возраст находки 252—254 млн лет), ЮАР (67.6° S, 10,8° W).

## Описание
Длина переднего крыла — 18,0 мм, ширина 9,0 мм.  Сестринские таксоны рода Iphikozulu: Chauliodites, Dvinopedes, Yontala, Miralioma, Klyazmia, Parachauliodites, Permyak, Purtovinia, Lemmatophoropsis. Вид был впервые описан в 2009 году российскими палеоэнтомологами Д. С. Аристовым и М. Б. Мостовским (Палеонтологический институт РАН, Москва) по ископаемым отпечаткам.